# حيوان نباتي

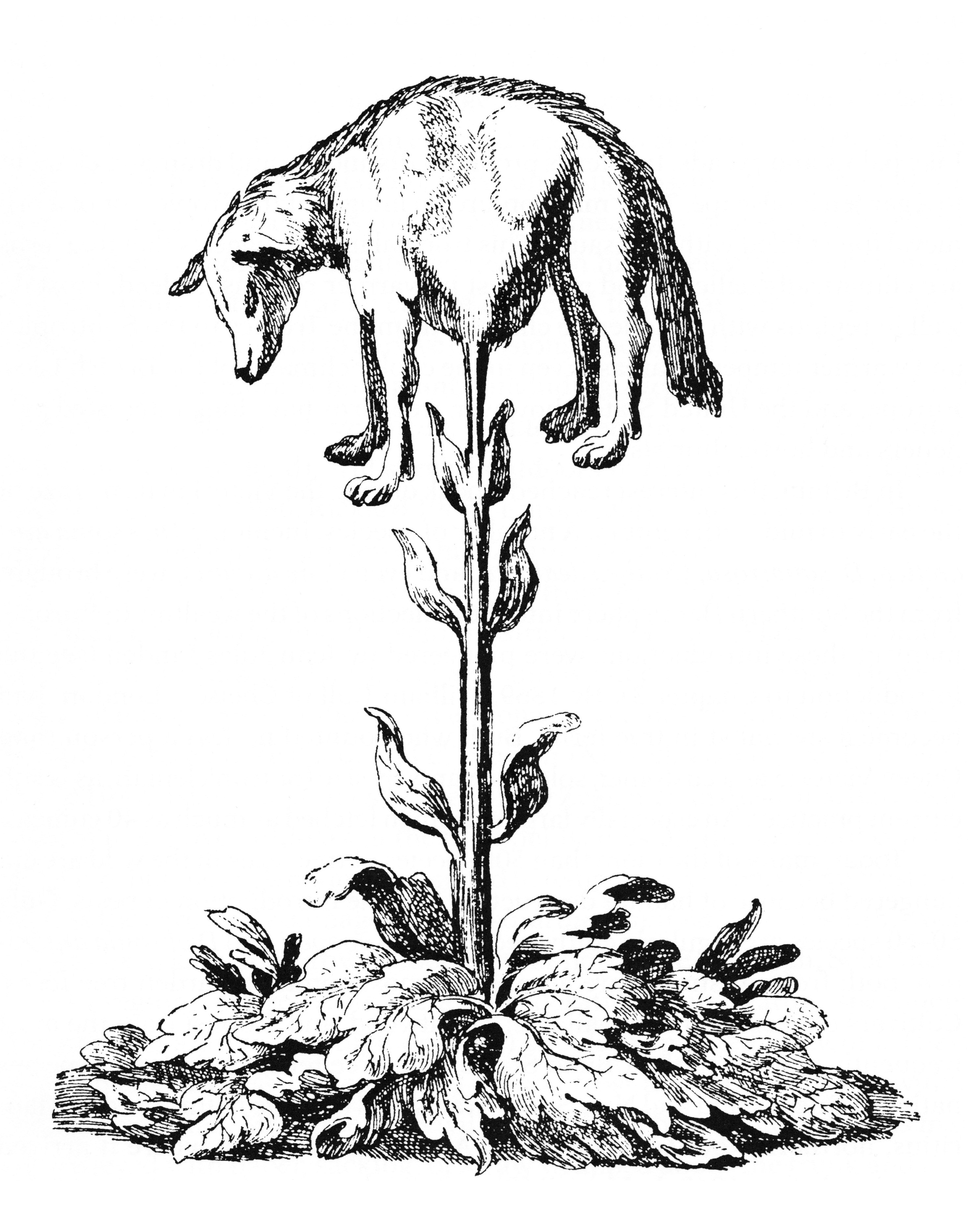
رسم توضيحي لحمل الطرطير

الحيوان النباتي أو المريج (بالإنجليزية: Zoophyte)‏ هو حيوان يشبه النبات من الناحية الظاهرية. ومن أمثلته شقائق نعمان البحر. ولم يعد هذا الاسم مستخدمًا في العلوم الحديثة.
كانت الحيوانات النباتية شائعة في أعشاب العصور الوسطى وعصر النهضة، ومن أبرز أمثلتها حمل الطرطير، وهو نبات ثمرته هي الحمل. ولقد ظهرت الحيوانات النباتية في العديد من الكتب الطبية القديمة ذات الأثر الكبير، مثل كتاب ديوسقوريدس De Materia Medica والأعمال النقدية والتعليقات التي تناولت هذا الكتاب، ومن أبرزها كتاب ماتيولي بعنوان Discorsi. تظهر الحيوانات النباتية كثيرًا في محاولات العصور الوسطى لتفسير أصل النباتات الشاذة غير المعروفة ذات الخصائص الغريبة، مثل القطن، في حالة حمل الطرطير). ولقد استمر ذكر الحيوانات النباتية في القرن السابع عشر وعلق عليه العديد من المفكرين البارزين في تلك الفترة، ومن بينهم فرانسيس بيكون. ولم تبدأ محاولات دحض أفكار وجود الحيوانات النباتية على أرضية ثابتة إلا في عام 1646, وتعالت أصوات الشك في أفكار وجود تلك الكائنات طوال القرنين السابع عشر والثامن عشر.

## الثقافات الأخرى
كانت الفطريات تصنف في الثقافات الشرقية مثل الصين القديمة باعتبارها نباتات في كتب الطب الصيني وكانت الفطريات النبوتية، لا سيما فطر أوفيكورديسبس سينيسس، تعتبر من النباتات الحيوانية.

## في الثقافة الشعبية
في إحدى حلقات مسلسل بوب نيوهارت, كان هاوارد المحبوب المثير للحيرة يستخدم كلمة «الحيوان النباتي» في لعبة سكرابل للحصول على درجة الكلمة الثلاثية. ورغم أنه قدم تعريفًا خاطئًا للكلمة بأنها «معركة بين حيوانين أو أكثر في حديقة الحيوان»، فإنه نطقها نطقًا صحيحًا وفاز باللعبة.
في رواية عشرون ألف فرسخ تحت الماء, التي ألفها كاتب الخيال العلمي جول فيرن في القرن التاسع عشر، تم استخدام هذا المصطلح عدة مرات لوصف الحياة تحت الماء كما يراها المسافرون.